# Baryancistrus
Genre
Baryancistrus est un genre de poissons-chats d'eau douce de la famille des Loricariidae. Certaines espèces de ce genre sont appelées en anglais Gold Nugget plec, littéralement « Pléco pépite d'or », en référence aux pois jaunes recouvrant leur corps.

## Systématique
Le genre Baryancistrus a été créé en 1989 par l'ichtyologiste brésilienne Lucia Helena Rapp Py-Daniel (d) avec pour espèce type Baryancistrus niveatus.

## Étymologie
Le nom du genre Baryancistrus est la combinaison du préfixe grec ancien βαρυ, bary-, « lourd », et du nom de genre Ancistrus.

## Biologie et écologie

### Répartition géographique
Les espèces du genre Baryancistrus sont originaires des régions de l'Amazone, dans des pays comme le Brésil et le Venezuela. 

### Description
Les espèces du genre Baryancistrus se caractérisent par un fort développement de la nageoire dorsale vers l'arrière. Celle-ci est en effet très étirée, et forme une sorte de voile, d'où le terme anglais de Hi-Fin, abréviation de Hight Fin, haute nageoire, utilisé pour décrire plusieurs des espèces du genre.
Chez plusieurs espèces, comme B. beggini ou B. demantoides, par exemple, le développement en longueur est tel que la nageoire dorsale vient même fusionner avec la nageoire adipeuse.
Extérieurement, ces espèces ressemblent à celles du genre Hemiancistrus, ce qui est d'ailleurs à l'origine de la confusion existant au niveau du L200 (Baryancistrus demantoides et Hemiancistrus subviridus). Toutefois les espèces du genre Hemiancistrus n'ont pas une nageoire dorsale aussi allongée.
Enfin, pour des Loricariidae, elles présentent également une bouche relativement grande avec des dents assez grosses, et en nombre important (supérieur à 30).

## Maintenance en aquarium
Les espèces de ce genre sont essentiellement herbivores et détritivores, mais acceptent d'autres aliments. La plupart des spécimens disponibles dans le commerce n'ont probablement pas été élevés en captivité. Ces poissons sont principalement nocturnes, mais peuvent sortir de leurs cachettes dans la journée. Ils nécessiteront une racine ou du bois à ronger et beaucoup de cachettes.

### Golden Nugget
Les Golden Nugget comptent parmi les Baryancistrus les plus populaires et les plus représentatifs du genre. Ils se reproduisent naturellement dans le Rio Xingu. Ils se développent lentement, et peuvent atteindre des longueurs de jusqu'à 20 cm. Ils sont très populaires en aquariophilie, mais requièrent une bonne qualité de l'eau. La plage de température idéale se situe entre 24 et 28 °C, et le pH doit être compris entre 6,5 - 7,4. 
Il existe trois types de Pléco pépite d'or dans le commerce, le L-018 (également connu sous le nom de L-085), L-081 et L-177. Que sont ces espèces distinctes, ou sous un seul, n'a pas encore été déterminée. Ces plécos sont décrits avec L-nombre en attente d'une véritable science de la classification. 
Trois souches au moins portent cette appellation. N'ayant pas encore fait l'objet de description scientifique, on ignore si les Golden Nuggets forment ou non une seule et même espèce.
L081 a de petits points. 
L018/L085 a des points de taille moyenne. 
L177 est doté de grands points.

### "Green Phantom Pleco" et "Lemon Spotted Pleco"
Une confusion a longtemps existé entre l'Hemiancistrus subviridis et le Baryancistrus demantoides. Tous deux ont tout d'abord été répertoriés sous le L-number L200, et sous l'appellation courante de "Green Phantom Pleco" (Pléco fantôme vert), par opposition au "Blue Phantom Pleco", le Pléco fantôme bleu, ou L128.
Ce n'est que plus tard que l'on a pu identifier parmi les populations de L200 deux types d'individus : les premiers avait une nageoire dorsale courte, plus proche de celle observée chez les L128, tandis que les seconds avait une dorsale plus élevée, et allongée, en forme de voile, fusionnant dans sa partie postérieure avec la nageoire adipeuse : ceux-là ont reçu l'appellation de L200 "Hi-Fin" (haute dorsale). On a également commencer à les désigner sous le nom de "Lemon Spoteed Pleco" (Pléco citron tacheté, ou Pléco taches de citron).
Après avoir reçu une description scientifique, le L200 Hi fin a été rattaché au genre Baryancistrus, tandis que le premier L200 a quant à lui été rapproché du L128 dans le genre Hemiancistrus.

## Liste des espèces
Selon FishBase (28 octobre 2017) et World Register of Marine Species (28 octobre 2017) :
- Baryancistrus beggini Lujan, Arce & Armbruster, 2009 - Blue Panaque (appellation de "Panaque" erronée) - L239
- Baryancistrus chrysolomus Rapp Py-Daniel, Zuanon & Ribeiro de Oliveira, 2011
- Baryancistrus demantoides Werneke, Sabaj Pérez, Lujan & Armbruster, 2005 - Lemon spotted Pleco, Green Phantom Pleco - L 200 "Hi Fin"
- Baryancistrus longipinnis (Kindle, 1895)
- Baryancistrus niveatus (Castelnau, 1855) - L026
- Baryancistrus xanthellus Rapp Py-Daniel, Zuanon & Ribeiro de Oliveira, 2011

### Liste des espèces du genre parL-numbers
Bien qu'il existe de nombreux types de poissons décrits comme Baryancistrus, la plupart demandent à avoir une véritable dénomination scientifique, et ne sont nommés que par le système L-number, y compris les plécos pépites d'or. Voici une liste de Baryancistrus par désignation en L-number. Le nom commun et  le nom scientifique sont inclus lorsqu'ils sont disponibles, même si certains de ces poissons ne sont communément appelés que par leurs L-nombre. Pour les poissons, sans nom scientifique, ils sont supposés être Baryancistrus sp.
| L-number(s) ou LDA | Nom(s) anglais            | Nom scientifique          |
| ------------------ | ------------------------- | ------------------------- |
| L003               | Kieser pleco              |                           |
| L018, L085         | Gold Nugget pleco         |                           |
| L019               |                           |                           |
| L026               |                           | Baryancistrus niveatus    |
| L047               | Magnum pleco, Mango pleco |                           |
| L057               |                           |                           |
| L081               | Gold Nugget pleco         |                           |
| L084               |                           |                           |
| L115, L248         | Mega snowball pleco       |                           |
| L142, LDA33        | Big White Spot pleco      |                           |
| L177               | Iriri Gold Nugget pleco   |                           |
| L200               |                           | Baryancistrus demantoides |
| L219               |                           |                           |
| L274               |                           |                           |
| L319               |                           |                           |
| L323               |                           |                           |
| L324               |                           |                           |
| L364               |                           |                           |
| L384               |                           |                           |
| LDA60              |                           |                           |

## Publication originale
- (en) Lucia H. Rapp Py-Daniel, « Redescription of Parancistrus aurantiacus (Castelnau, 1855) and preliminary establishment of two new genera: Baryancistrus and Ougancistrus (Siluriformes, Loricariidae) », Cybium, Muséum national d'histoire naturelle, vol. 13, no 3,‎ 1989, p. 235-246 (ISSN 0399-0974 et 2101-0315, lire en ligne).